# La Estación (Ímuris)
La Estación es un ejido del municipio de Ímuris ubicado en el norte del estado mexicano de Sonora. El ejido es la octava localidad más habitada del municipio, ya que según los datos del Censo de Población y Vivienda realizado en 2010 por el Instituto Nacional de Estadística y Geografía (INEGI), La Estación tiene un total de 664 habitantes. Fue fundado en los años 1940.

## Geografía
La Estación se sitúa en las coordenadas geográficas 30°46′38″ de latitud norte y 110°52′20″ de longitud oeste del meridiano de Greenwich, a una elevación de 833 metros sobre el nivel del mar.